# Pite havsbad
Pite havsbad är en småort i Piteå kommun som ligger vid Bottenviken cirka 10 km sydost om Piteå vid Piteälvens utlopp invid en kilometerlång sandstrand.

## Historia
Havsbadet började med en kiosk och några enkla campingstugor på 1940-talet. På 1950-talet hade Pite Havsbad under tre år i följd Sveriges varmaste badvatten, och fick i samband med detta benämningen Norrbottens riviera.
Vid hotellet invigdes år 1995 ett stort äventyrsbad. 

## Samhället
Pite havsbad är en av Sveriges största camping- och konferensanläggningar. Hotellet har över 500 rum. Campingen är bara öppen på sommaren men anläggningen i övrigt är öppen året runt. 

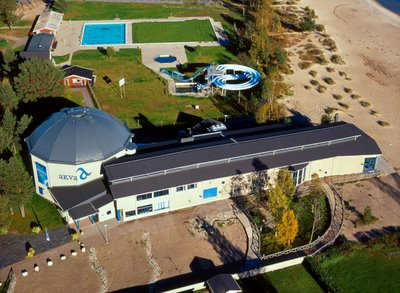
Skeppet vid Pite havsbad.

## Havsbadet
Sandstrandens nordligaste del är avsedd för naturister.  Före detta kupolbiografen Akva har byggts om till ett upplevelsecenter och heter numera Skeppet, där man fortfarande erbjuder kupolbiograf under sommaren, plus ett antal andra attraktioner såsom minigolf, biljard m.m. Intill detta finns en utomhusbassäng med vattenrutschbanor. Vid hamnen finns Strandfyren (invigd 2003) som har relaxavdelningar med bastu för grupper.

## Evenemang
Piteå Dansar och Ler arrangeras sista helgen i juli 

## Pite havsbad i TV
2013 sände TV3 dokumentärserien Svenska rivieran om Pite Havsbad.